# Lipták
A Lipták szlovák családnév, amely a származási helyre utalhat: Liptó vármegye. Női változata a Liptáková. 2014-ben Szlovákiában a 94., Magyarországon a 309. leggyakoribb vezetéknév volt. Szlovákiában az Eperjesi kerületben, Magyarországon Borsod-Abaúj-Zemplén és Békés vármegyében a leggyakoribb.

## Híres Lipták nevű személyek
Magyarok
- Lipták András (1935–2012) szerves kémikus, egyetemi tanár
- Lipták György (1937–2024) labdarúgó, hátvéd
- Lipták György (1951) grafikus
- Lipták Lilla (1993) labdarúgó
- Lipták Pál (1874–1926) tanár, mérnök, vállalkozó, államtitkár
- Lipták Pál (1922–2007) könyvtárigazgató, festőművész, könyvkiadó, műgyűjtő
- Lipták Pál (1914–2000) antropológus
- Lipták Zoltán (1984) válogatott labdarúgó

Szlovákok
- František Lipták (1894–1967) hegymászó
- Júlia Liptáková (1984) modell
- Ľubomír Lipták (1930–2003) történész
- Zora Liptáková (1939–1983) néprajzkutató